# 동탁 토벌전
동탁 토벌전(董卓討伐戰)은 190년~191년에 동탁과 동탁에 대항하여 연합군을 결성한 관동의 지방 세력 간의 싸움이다. 동탁이 소제를 폐위하고 헌제를 옹립하며 공포 정치를 행하자 관동의 지방 세력들은 원소를 중심으로 연합군을 결성하였다. 그러나 연합군 대부분은 동탁과 싸우기를 꺼려 조조 · 위자 · 포신 · 왕광 · 손견만이 동탁과 교전을 벌였고, 동탁은 낙양에서 장안으로 천도하여 연합군의 예봉을 피했다. 손견이 여러 차례 이긴 데 힘입어 연합군은 낙양을 빼앗았으나 내홍이 일어나 분열되어 동맹은 결렬되고, 동탁이 주축이 된 후한 조정은 지방에 대한 통제를 잃었으며, 지방 세력의 할거 · 경쟁 구도로 바뀌었다. 정사에서 손견은 낙양의 우물에서 전국옥새를 발견했으나 이를 눈치챈 원술이 손견의 아내를 인질로 잡고 옥새를 내놓으라고 요구했기 때문에 손견은 어쩔 수 없이 원술에게 옥새를 강탈당했다.

## 배경
후한 말, 한나라는 잇달은 환관과 외척의 전횡으로 인해 크게 쇠락했다. 당시에는 환관이 정권을 잡아 매관매직이 공공연히 이루어지고 관리들의 부패가 극에 달했는데, 낙양(洛陽)의 태학을 중심으로 모인 사대부들은 청의당을 자칭하며 이같은 환관들의 행태를 비판하는 움직임을 보이다가 대거 숙청되었고 살아남은 사람들도 모두 금고형에 처해진다. 이것이 유명한 당고의 금(黨錮之禁) 사건인데 이로 인해 한 제국은 완전히 민심을 잃어 각지에서 반란이 일어나는 등 점차 말기적 증세를 보이고 있었다. 이 같은 양상은 마침내 황건적의 난 같은 백성들의 불만을 결집한 전국적인 규모의 반란으로 발전되었는데, 정권을 잡고 있던 환관 일파와 그들에게 돈을 바치며 벼슬을 샀던 무능한 관리들로서는 이와같은 국가적 위기를 극복할 능력이 없었다. 결국 능력 부족을 시인한 조정은 20년 이상 지속되어 왔던 당고를 해제하고 청의파 관료들을 기용하여 반란을 진압하는 데에는 성공한다. 하지만 이 과정에서 힘을 얻은 청의파는 오히려 역공을 가해 환관세력을 절멸시키고 만다. 
이를 주도했던 인물은 청의파 중에서도 젊고 과격파의 필두로 여겨지던 원소(袁紹)였다. 하지만 원소는 정권 장악에 실패했는데, 이는 십상시의 난으로 인한 영제(靈帝)의 승하와 외척이었던 대장군 하진(何進)의 죽음, 십상시의 몰살 등이 이어진 극심한 혼란을 틈타 군대를 이끌고 수도에 입성한 장군 동탁이 황제의 신병을 확보하고 금군을 장악했기 때문이었다.
정권을 잡은 동탁은 곧 황제였던 소제 유변(劉辯)을 폐위하여 홍농왕으로 강등시키고 당시 9살이었던 진류왕 유협(劉協)을 옹립했는데, 이는 하태후라는 강력한 외척이 뒤에 있는 소제와는 달리 어리고 후견인이 없는 유협을 옹립하고 그 후견인을 자처함으로써 정권을 마음대로 휘두르기 위한 사전 작업이었다. 이를 두고 동탁과 대립한 끝에 원소는 실각하여 달아나게 되었고 기주 발해군에서 세력을 형성했다. 그 외에도 노식(盧植), 원술(袁術), 조조(曹操) 등의 많은 명사들이 동탁에게서 달아나 고향으로 돌아가게 된다. 동탁은 원소를 발해태수로 임명하여 회유함과 동시에 한복(韓馥)을 기주목으로 삼아 원소가 거병하지 못하도록 견제했다. 이에 동군태수 교모는 동탁의 죄악을 고하며 의병을 일으켜 동탁을 도모할 것을 촉구하는 삼공부의 공문을 위조하여 각지에 전달했는데, 한복은 여론이 원소에게 향하는 것을 보고 마침내 원소의 거병을 승인했다.

## 진행
190년 정월, 원소는 후장군 원술, 기주목 한복, 예주자사 공주, 연주자사 유대(劉代), 하내태수 왕광(王匡), 진류태수 장막(張邈), 광릉태수 장초(張超), 동군태수 교모(喬瑁), 산양태수 원유(袁遺), 제북상 포신(鮑信) 등과 더불어 연합했고 무리는 각기 수만을 헤아렸다고 한다. 조조 역시 분위장군을 칭하며 연합군에 가세했다. 이때 공손찬(公孫瓚)은 움직이지 않았기 때문에 유비(劉備)가 연합군에 참가하지 않았다는 주장도 있었으나 《삼국지》에 주석으로 인용된 《영웅기(英雄記)》의 일부분에 의하면 이때 유비(劉備)는 영제 말에 낙양에 있었다가, 조조와 함께 패국으로 가 군대를 모았고 영제가 승하한 뒤 천하에 대란이 일자 동탁을 치기 위해 거병했다고 한다.
191년, 헌제 대신 유우를 황제로 옹립하려 한 원소와 헌제를 인정하는 원술간에 의견 대립이 생겼다. 유우는 이미 황제가 존재하는데 그 자신에게 불충을 권유하지 말라며 원소의 황제 옹립을 거절했다. 손견은 병력을 수습하여 영인에 주둔하고 있었다. 이에 호진은 화웅, 여포등과 같이 손견을 공격했으나 손견에게 대패하였고 손견은 도위 화웅 등의 목을 베었다. 동탁은 손견의 용맹과 굳셈을 두려워하여 이각을 손견에게 사신으로 보내어 화친을 청했지만 손견은 역적과 손을 잡을 수 없다는 이유로 화친을 거절하고 낙양에 입성했다.

### 반동탁 연합군
- 원소(袁紹) <맹주>
- 조조(曹操)
- 원술(袁術)
- 손견(孫堅)
- 한복(韓馥)
- 공주(孔伷)
- 유비(劉備)
- 포신(鮑信)
- 공융(孔融)
- 유대(劉岱)
- 장막(張邈)
- 장초(張超)
- 왕광(王匡)
- 교모(喬瑁)
- 원유(袁遺)
- 장양(張楊)
- 도겸(陶謙)

## 분열
손견은 낙양의 전국옥새를 발견했다가 이를 눈치챈 원술이 손견의 아내를 인질로 잡은 뒤 손견에게 옥새를 내놓으라고 협박했다. 손견은 아내의 안전을 지키기 위해 원술에게 어쩔 수 없이 옥새를 내주었다. 연합군은 원소 진영과 원술 진영으로 갈라서서 서로 전쟁을 벌였다. 유표는 원소와, 공손찬은 원술과 결합했다. 손견은 원술의 명을 받고 유표를 쳐들어갔다가 전사했다.

## 삼국지연의
사서가 아닌 소설 《삼국지연의》에서의 전개는 다음과 같다. 권력을 장악한 동탁의 악행에 진류로 도피한 조조는 부호 위홍의 도움으로 군대를 조직할 물자를 마련한다. 황제의 이름으로 된 가짜 조서를 뿌려 의병을 모집하니 악진, 이전, 하후돈, 하후연, 조인, 조홍과 병사들이 모인다. 원소도 3만 명을 끌고 와 조조와 회맹한다. 조조가 격문을 지어 여러 고을로 보내니 제후들도 봉기한다. 그중 하나인 공손찬이 평원현에서 우연히 만난 유비도 동참시킨다.

### 18로 제후
- 제1진 남양태수 원술
- 제2진 기주자사 한복
- 제3진 예주자사 공주
- 제4진 연주자사 유대
- 제5진 하내태수 왕광
- 제6진 진류태수 장막
- 제7진 동군태수 교모
- 제8진 산양태수 원유
- 제9진 제북상 포신
- 제10진 북해태수 공융
- 제11진 광릉태수 장초
- 제12진 서주자사 도겸
- 제13진 서량태수 마등
- 제14진 북평태수 공손찬
  - 평원현령 유비 - 공손찬의 소개로 참가
- 제15진 상당태수 장양
- 제16진 장사태수 손견
- 제17진 발해태수 원소 <맹주>
- 제18진 효기교위 조조

### 사수관 전투
반동탁 연합군은 원소를 맹주로 추대하고 낙양으로 진군한다. 원술이 식량과 꼴을 관리하고 손견이 선봉이 되어 사수관으로 전진한다. 동탁은 화웅을 효기교위(驍騎校尉)로 임명하고 군사 5만 명과 이숙, 호진, 조잠(趙岑)을 붙여 맞서게 한다. 포신은 손견에게 공을 뺏길까 염려해 동생 포충으로 하여금 사수관을 먼저 공격하게 한다. 화웅이 포충을 무찌르고 그 수급을 올려 도독(都督)이 더해진다.
손견이 정보, 황개, 한당, 조무를 거느리고 사수관에 닿는다. 화웅은 부장 호진에게 5,000명을 줘 출진시키는데 정보한테 죽임을 당한다. 손견은 양(梁)의 동쪽에 주둔하면서 원술에게 양식을 독촉한다. 누군가 원술에게 “손견은 강동의 맹호입니다. 손견이 낙양까지 진출해 동탁을 죽인다면 늑대를 제거하겠다고 호랑이를 불러들이는 격입니다. 군량을 끊어 흩어지게 하소서.”라고 진언한다. 원술이 이에 따라 손견군은 굶주림에 시달린다. 이숙이 이를 이용하여 자신은 손견군의 뒤에서, 화웅은 앞에서 기습할 것을 제안한다. 손견군은 대파되고 조무가 손견의 붉은 두건을 대신 착용해 화웅을 유도함으로써 손견의 목숨을 구한다. 조무는 추격을 뿌리칠 수 없자 타다 남은 기둥에 두건을 걸어두고 수풀 속에 잠복한다. 화웅이 두건을 취하려할 때 조무가 덮쳤다가 반격을 받고 사망한다.
화웅이 연합군 진영까지 와서 싸움을 건다. 원술의 부하 유섭이 응전했다가 전사하고, 한복의 부하 반봉도 나섰다가 전사한다. 이때 관우가 자원하는데 그 직책이 유비의 마궁수(馬弓手)에 불과해 원술이 제후들을 깔보냐며 화낸다. 조조가 중재하여 관우를 출전하게 하고 따뜻한 술 한 잔도 권한다. 관우는 따라두기를 청하고 나아가 술이 채 식기도 전에 화웅의 머리를 베어온다. 심기가 불편한 원술 대신 조조가 몰래 유비 삼형제에게 쇠고기와 술을 줘 위무한다.

### 호뢰관 전투
동탁은 사위 이유의 조언을 받아들여 원소의 숙부 원외가 연합군에 내통할 것을 대비해 일가까지 처형한 후 이각과 곽사는 5만 명으로 사수관을, 동탁은 몸소 이유·여포·번조·장제와 15만 명을 이끌고 호뢰관(호로관)을 수비한다. 여포는 3만 명으로 호뢰관 앞에 진친다. 연합군은 군을 나누어 왕광, 교모, 포신, 원유, 공융, 장양, 도겸, 공손찬의 8로 제후가 호뢰관으로 진격하고 조조는 두 지점을 왕래하며 돕기로 한다.
왕광이 가장 빨리 오고 여포가 철기(鐵騎) 3천 명으로 맞이한다. 하내군의 명장 방열은 여포에게 척살당하고 왕광군이 대패한다. 교모군과 원유군이 왕광을 구하고 30리 물러나 군영을 세운다. 여포가 도전해온다. 장양의 부장 목순이 상대했다가 불귀의 객이 된다. 공융의 부장 무안국은 손목이 잘리는 부상을 입는다. 팔로군이 일제히 나가 무안국을 구하니 여포가 잠시 회군했다가 또 쳐들어온다. 이번엔 공손찬이 친히 맞서는데 수 합이 되지 않아 패주한다. 여포의 적토마가 워낙에 빨라 방천화극으로 공손찬의 등을 찌르려는 찰나 유비의 의형제 장비가 ‘세 개 성을 가진 종놈’이라 도발하며 뛰쳐나온다. 50여 합을 붙어도 승부가 나지 않자 관우도 합류한다. 30합을 더 겨뤄도 쓰러지지 않아 유비까지 가세해 싸운다. 비로소 여포가 견디지 못하고 후퇴한다. 여덟 제후의 군병들도 한꺼번에 나가 쳐부수고 호뢰관 가까이 다다른다.

### 장안 천도
승전 소식에 원소는 손견에게도 출정하라 한다. 손견은 먼저 원술한테 가 ‘돌과 화살도 무릅쓰는 것은 위로는 역적을 처단하고 아래로는 장군의 가문을 위해서인데, 참언만 듣고 보급을 안해주면 패하여 장군도 위험해진다’고 한다. 원술이 할 말이 없어 모함했던 이를 참하여 사죄한다. 이각은 동탁의 딸과 손견의 아들을 혼인시키고 싶다는 동탁의 의사를 손견에게 전했다가 노여움만 산다.
이유는 “서쪽에도 한나라 있고 동쪽에도 한나라 있네. 사슴이 장안으로 가면 이 환난도 사라진다네.”라는 근간의 동요처럼 장안으로 수도를 옮길 것을 제의한다. 이어서 설명하길 ‘서쪽의 한나라는 한고조가 서쪽인 장안에 도읍해 12대를 이은 전한(서한)을, 동쪽의 한나라는 광무제가 동쪽인 낙양에 도읍해 역시 12대를 이은 후한(동한)을 뜻하므로 장안 천도는 천운에도 부합한다’고 한다. 동탁이 급히 낙양으로 가 그 뜻을 밝힌다. 양표, 황완, 순상(荀爽), 주비, 오경(伍瓊)이 반대한다. 양표, 황완, 순상은 관직과 작위를 박탈하고 이전에 원소에게 태수직을 추천했었던 주비와 오경은 참수한다.
천도를 강행한다. 원소 등의 문하 집안과 부자 수천 가를 몽땅 처형하고 그 재산을 몰수하니 이것도 이유의 모략이다. 수백만 명의 백성들을 끌고 간다. 죽은 이 헤아릴 수 없고 울부짖는 소리 천지를 진동한다. 성문, 민가, 종묘, 궁궐 등 낙양을 송두리째 불태워 페허로 만든다. 한나라의 능침도 파헤쳐 각종 보화를 챙긴다.

### 형양 전투
제후들은 두 관을 거쳐 낙양으로 들어가고 가장 일찍 당도한 손견이 화재를 진압한다. 조조가 동탁을 뒤쫓자고 호소하지만 다들 주저하기에 조조만이 성을 내며 1만여 명으로 뒤쫓는다. 형양(滎陽)을 지나 동탁의 행렬을 따라잡는다. 하후돈이 여포에게 돌진하여 수 합이 되지 않았는데 좌측에서 이각이, 우측에서 곽사가 쇄도해온다. 좌측은 하후연이, 우측은 조인이 대적하지만 삼면 공격을 버틸 수가 없다. 크게 무너져 형양 방향으로 도주한다. 2경(更), 어느 황량한 산 아래서 패잔병을 수습하고 밥을 지으려는데 미리 매복해 있던 서영에게 내습당한다. 이 모든 게 이유의 책략이다.
조조는 서영의 화살에 어깨를 맞고도 필사적으로 탈출을 시도하나 말까지 두 병졸의 창에 찔리면서 낙마한다. 이때 조홍이 나타나 두 군졸을 처리하고 ‘천하에 조홍은 없어도 되지만 조조는 없으면 안 된다’며 말까지 내준다. 강에선 조홍이 조조를 업고 건너가 겨우 위기를 벗어난다. 30여 리를 더 내빼다가 잠깐 쉬는데 서영이 도강하여 여기까지 추적해온다. 하후돈이 서영을 수 합 만에 고꾸라트린다. 살아남은 군병 500여 명뿐이다.

### 손견의 옥새 습득과 연합군의 해체
한편 손견은 건장전(建章殿) 터에 막사를 설치하고 파헤쳐진 능들을 도로 덮는다. 밤하늘의 자미원을 바라보니 제성(帝星) 등이 온통 뿌얘 눈물을 흘리며 탄식한다. 전각 남쪽의 우물에서 오색 빛깔이 솟아오른다. 그로부터 건져낸 여자 시체에서 십상시의 난 때 유실된 전국옥새가 발견된다. 구오지분(九五之分), 즉 천자에 등극하라는 하늘의 계시라 생각한 손견은 옥새를 수중에 숨긴 채 강동으로 돌아가려 한다. 부하 중 원소와 동향인 자가 이를 원소에게 알린다. 원소가 조정의 보물은 조정에 있어야 한다며 옥새를 공개할 것을 요구하자 손견은 “만약 그 보물을 사사로이 은닉했다면 칼과 화살을 맞고 영 좋지 않게 죽을 것이다!”고 맹세한다. 손견군은 원소군과 충돌 직전까지 갔다가 제후들이 믿어준 덕분에 병을 핑계로 낙양을 떠난다. 원소는 형주자사 유표에게 옥새를 강탈하라는 편지를 보낸다.
이튿날, 조조가 귀환한다. 마련된 위로연에서 길게 넋두리를 남긴 조조는 제후들이 저마다 다른 마음인 것을 확인하고 양주로 향한다. 공손찬도 철수하고 유비를 평원상으로 삼는다. 유대는 교모에게 식량을 빌려달라고 청했다가 거절당하자 교모를 급습해 살해하고 그 무리를 취한다. 제후들 각기 찢어지고 원소는 하내군으로 간다. 손견은 유표의 공격을 받아 군사를 태반이나 잃긴 하지만 강동으로 복귀하는 데 성공한다.